# 2nd STEP
『2nd STEP』（セカンド・ステップ）は、2021年5月26日にアップフロントワークス（zetimaレーベル）から発売したつばきファクトリーの2枚目のオリジナルアルバム。

## 概要
- DVD付属の初回生産限定盤A・Bと通常盤の3形態で発売。
  - 初回生産限定盤Aでは、5thシングル以降のシングル曲全バージョンのMVクリップス、ジャケット撮影メイキング映像を収録したBlu-ray、及び48Pのブックレットを付属。
  - 初回生産限定盤Bでは、つばきファクトリーが過去開催したグループ独自のイベント・シリアスイベントで披露した既発のシングル曲をテーマにした寸劇『シリアスイベントドラマ集』を収録したDVDを付属。
- 8人体制でのアルバムだが、アルバム用に用意された新曲6曲以外は小片リサ在籍時（9人体制）の曲である。また、浅倉樹々にとっては本作が最後の参加アルバムである。

## 収録曲

### CD（全盤共通）
1. 断捨ISM [4:00]
  - 作詞・作曲：SHOCK EYE、編曲：大久保薫
  - 7thシングル。
2. マサユメ [3:57]
  - 作詞：児玉雨子、作曲：中島卓偉、編曲：炭竃智弘
  - 新曲。
3. 三回目のデート神話 [4:52]
  - 作詞：児玉雨子、作曲：中島卓偉、編曲：炭竃智弘
  - 5thシングル。
4. 意識高い乙女のジレンマ [4:05]
  - 作詞：西野蒟蒻、作曲：KOUGA、編曲：大久保薫
  - 6thシングル。
5. 愛は今、愛を求めてる [3:50]
  - 作詞：井筒日美、作曲：隆勇人、編曲：鈴木俊介
  - 新曲。
6. ふわり、恋時計 [4:15]
  - 作詞：井筒日美、作曲：星部ショウ、編曲：中西亮輔
  - 5thシングル。
7. 最上級Story [3:19]
  - 作詞：井筒日美、作曲：ArmySlick / 小久保祐希、編曲：ArmySlick
  - 新曲。
8. 光のカーテン [4:31]
  - 作詞：児玉雨子、作曲・編曲：石井健太郎
  - 新曲。
9. ナインティーンの蜃気楼 [3:50]
  - 作詞：児玉雨子、作曲：中島卓偉、編曲：鈴木俊介
  - 6thシングルの通常盤Aに収録されたAdditional Track。
10. 恋のUFOキャッチャー [3:52]
  - 作詞・作曲・編曲：ジンツチハシ
  - 7thシングルの通常盤Bに収録されたAdditional Track。
11. イマナンジ? [4:03]
  - 作詞：Soflan Daichi、作曲・編曲：玉木千尋
  - 7thシングル。
12. だからなんなんだ! [3:30]
  - 作詞：星部ショウ、作曲・編曲：酒井陽一
  - 新曲。
13. My Darling ～Do you love me?～ [4:32]
  - 作詞・作曲：中島卓偉、編曲：板垣祐介
  - 7thシングルの通常盤Aに収録されたAdditional Track。
14. 抱きしめられてみたい [4:30]
  - 作詞：児玉雨子、作曲：大橋莉子、編曲：平田祥一郎
  - 6thシングル。
15. 足りないもの埋めてゆく旅 [4:46]
  - 作詞：宮嶋淳子、作曲・編曲：山崎真吾
  - 新曲。

### 初回生産限定盤A付属Blu-ray収録内容
1. 三回目のデート神話(Music Video)
2. 三回目のデート神話(Dance Shot Ver.)
3. 三回目のデート神話(Close-up Ver.)
4. ふわり、恋時計(Music Video)
5. ふわり、恋時計(Dance Shot Ver.)
6. ふわり、恋時計(Close-up Ver.)
7. 意識高い乙女のジレンマ(Music Video)
8. 意識高い乙女のジレンマ(Dance Shot Ver.)
9. 意識高い乙女のジレンマ(Close-up Ver.)
10. 抱きしめられてみたい(Music Video)
11. 抱きしめられてみたい(Dance Shot Ver.)
12. 抱きしめられてみたい(Close-up Ver.)
13. 断捨ISM(Music Video)
14. 断捨ISM(Dance Shot Ver.)
15. 断捨ISM(Close-up Ver.)
16. イマナンジ?(Music Video)
17. イマナンジ?(Dance Shot Ver.)
18. イマナンジ?(Close-up Ver.)

#### 特典映像
1. ジャケット撮影メイキング映像

### 初回生産限定盤B付属DVD シリアスイベントドラマ集 （メイキング映像付き）
1. 初恋サンライズ
2. 就活センセーション
3. 笑って
4. 低温火傷
5. 春恋歌
6. 意識高い乙女のジレンマ

## 参加ミュージシャン
マサユメ
- Programming & Chorus：炭竃智弘
- Guitar：森田佳郎
- Chorus：中島卓偉、岸本ゆめの

愛は今、愛を求めてる
- Programming & Guitar：鈴木俊介
- Bass：笹本安嗣
- Trumpet：吉澤達彦
- Alto,Tenor & Baritone saxophone：竹上良成
- Trombone：半田信英
- Chorus：塩原奈美子

最上級Story
- Programming & Bass：Armyslick
- Guitar：黒田晃年
- Chorus：岸本ゆめの、浅倉樹々、小野瑞歩

光のカーテン
- Programming & Piano：石井健太郎
- Guitar：田中竜夫
- Chorus：塩原奈美子

恋のUFOキャッチャー
- Programming & Guitar：ジンツチハシ

だからなんなんだ!
- Programming：酒井陽一
- Chorus：塩原奈美子、山尾正人

My Darling 〜Do you love me?〜
- Programming：板垣祐介
- Chorus：中島卓偉、小片リサ、岸本ゆめの
- Handsclap：中島卓偉、山尾正人、Shige

足りないもの埋めてゆく旅
- Programming：山崎真吾
- Chorus：森川夏絋